# Carlo Salamano
Carlo Salamano (Vercelli, 3 gennaio 1891 – Torino, 19 gennaio 1969) è stato un pilota automobilistico italiano.

## Biografia

Salamano al volante di una FIAT 508 Sport.

Residente a Torino, venne fin da subito inserito come collaudatore ufficiale della FIAT fino agli anni '50. 
Debuttò nel mondo delle corse in occasione del II Gran Premio delle Vetturette, il 3 settembre 1922, sul Circuito di Monza, ai tempi denominato Autodromo di Milano; concluse la gara di 600 km, al quarto posto, su di una Fiat 502S dietro ai colleghi Pietro Bordino, Enrico Giaccone ed Evasio Lampiano. 
Nel 1923 partecipò al Gran Premio di Francia sul vecchio circuito di Tours, terminando però la gara in anticipo per via di un guasto al motore. La gara più significativa fu senz'altro in occasione del Gran Premio d'Italia 1923 a Monza, vincendola alla guida di una FIAT 805/405 e coprendo una distanza di circa 800 km in 5 ore, 27 minuti e 38.4 secondi, distanziando di 23.6 secondi il compagno di squadra Felice Nazzaro; la gara funse anche da primo Gran Premio d'Europa nella storia dell'automobilismo sportivo; fu inoltre la prima vittoria di una vettura dotata di compressore in un evento sportivo europeo.  
Partecipò alla sua ultima gara in carriera in occasione della III Junior Car Club 200 il 13 ottobre 1923, sul Circuito di Brooklands vicino a Weybridge; si ritirò su FIAT 803/403 con danni al motore, ma fu in grado di registrare il giro più veloce col compagno britannico Malcolm Campbell.

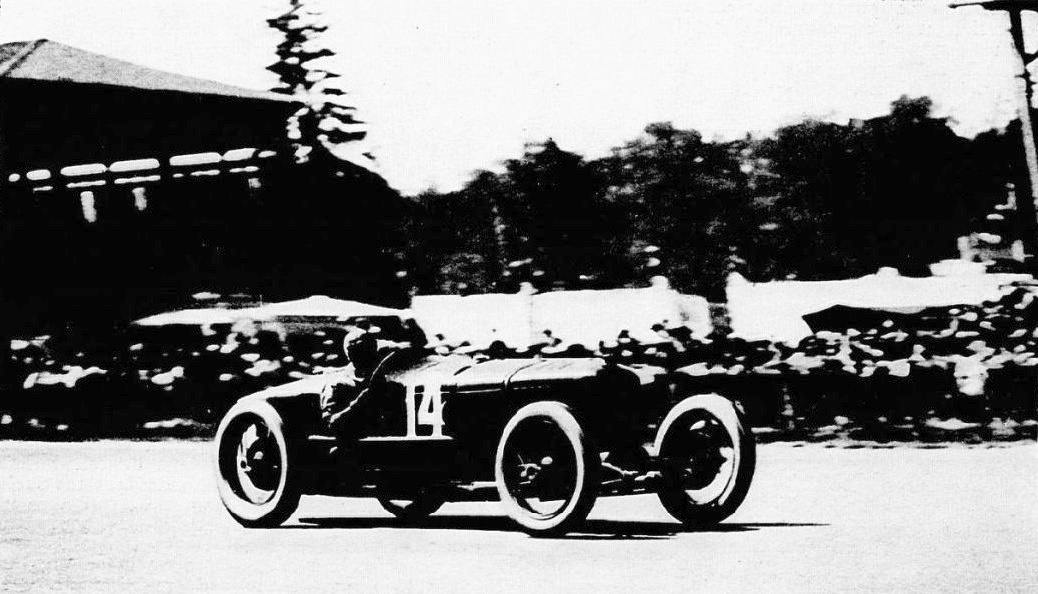
Carlo Salamano vincitore del Gran premio d'Italia e d'Europa 1923.

In seguito, fu uno dei principali gettonati per una possibile promozione a pilota ufficiale, ma alla fine fu scartato mantenendo il suo ruolo di collaudatore. Successivamente ricoprì anche il ruolo di capo reparto prove dei veicoli FIAT, essendo descritto come la "coscienza tecnica" dell'azienda. Si ritirò dalla FIAT nel 1962.